# بيل غرينغر
بيل غرينغر (بالإنجليزية: Bill Granger)‏ هو كاتب جريمة أمريكي، ولد في 1 يونيو 1941 في شيكاغو في الولايات المتحدة، وتوفي في 22 أبريل 2012 في مانتينو في الولايات المتحدة.

## وصلات خارجية
- بيل غرينغر على موقع IMDb (الإنجليزية)
- بيل غرينغر على موقع قاعدة بيانات الفيلم (الإنجليزية)